# Квартирант (Доктор Кто)
«Квартирант (The Lodger)» — одиннадцатая серия пятого сезона сериала «Доктор Кто». Премьера серии состоялась 12 июня 2010 года на канале BBC One.
Гарет Робертс написал сценарий серии на основе своего комикса с Десятым Доктором и Микки Смитом. Серия также приняла форму истории с минимальным участием основного спутника, так как Эми оказывается заперта внутри ТАРДИС, оставаясь на связи с Доктором, который становится квартирантом Крейга и Софи.
В серии впервые был дан намёк на присутствие Тишины на Земле — машина времени, замаскированная под второй этаж, принадлежит им, однако зрители не узнают об этом до начала 6 сезона.
Крейг и Софи, введённые в серии, также вернутся в эпизоде следующего сезона. Джеймс Корден, исполнитель роли Крейга, является близким другом Мэтта Смита, и, как показывает «Доктор Кто: Конфиденциально», они ответственны за много проделок на съёмочной площадке. Кроме того, сюжет серии позволил Мэтту сыграть в футбол, который он до актёрской карьеры рассматривал в качестве своей будущей профессии.

## Сюжет
После неудачного приземления ТАРДИС Доктор снимает комнату в одном из домов и пытается понять, что происходит на втором этаже.
Доктор погружается в жизнь обычных людей. Он пытается понять, что мешает ТАРДИС материализоваться на Земле. 